# Pe̍h-ōe-jī
Pe̍h-ōe-jī, kurz POJ (chinesisch 白話字 / 白话字, Pinyin báihuàzì, Pe̍h-ōe-jī pe̍h-ōe-jī; IPA: [peʔ˩ ue˩ dzi˨]ⓘ), auch bekannt als Kirchliche Romanisierung (教會羅馬字 / 教会罗马字,  Jiàohuì Luōmǎzì, Pe̍h-ōe-jī Kàu-hōe Lô-má-jī, kurz 教羅 / 教罗,  Jiàoluō, englisch Church Romanization, Pe̍h-ōe-jī Kàu-Lô), ist eine latinisierte Umschrift für alle Varianten der sinitischen Sprache Min Nan, inklusive Taiwanisch, Hokkien und Teochew.

## Geschichte
Das POJ-Umschriftsystem wurde von westlichen katholischen Missionaren zwischen dem 16. und 19. Jahrhundert n. Chr. entwickelt, um Chinesen, die in die Kolonialgebiete in Südostasien einwanderten, zum Katholizismus zu bekehren. POJ wurde auch bei der ersten Zeitung Taiwans verwendet, der Taiwan Church News („Taiwanische Kirchennachrichten“).
Zu Zeiten der japanischen Kolonialzeit in Taiwan (1895–1945) wurde POJ von den Besatzern verdrängt und später, von 1953 bis 1987, während der Kriegsrechtszeit der Kuomintang stark kritisiert. In Fujian ging der Gebrauch von POJ seit der Etablierung der Volksrepublik China 1949 zurück. Heutzutage wird POJ meist von taiwanischen Christen und christlichen Chinesen in Südostasien verwendet.